# Rue des Cordiers
Ne doit pas être confondu avec Rue des Cordiers (Strasbourg).
La rue des Cordiers est une ancienne rue du 5e arrondissement de Paris, quartier de la Sorbonne, disparue en 1892.

## Situation
Cette rue commençait rue Saint-Jacques et finissait à l'ancienne rue de Cluny (rue Victor-Cousin depuis 1864) et était située dans l'ancien 11e arrondissement de Paris.
Les numéros de la rue étaient rouges. Le dernier numéro impair était le no 23 et le dernier numéro pair était le no 14.

## Origine du nom
Elle doit son nom, attesté depuis le XIIIe siècle, aux cordiers qui y travaillaient.

## Historique

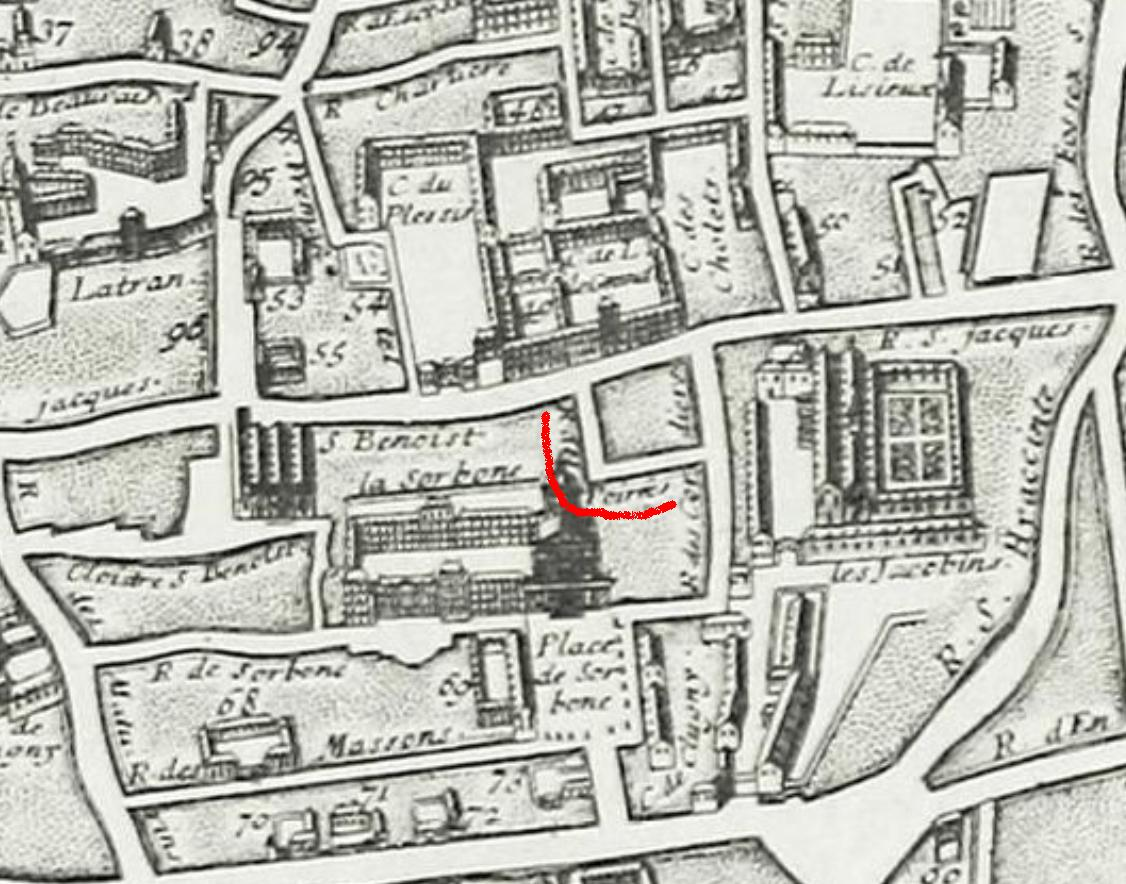
La rue des Cordiers sur le plan de Jaillot, 1713 (detail)

Cette rue existait et portait déjà ce nom au milieu du XIIIe siècle.
Elle est citée dans Le Dit des rues de Paris (vers 1280-1300), de Guillot de Paris, sous la forme « rue à Cordiers ».
Elle est citée sous le nom de « rue des Cordiers » dans un manuscrit de 1636.
La rue est supprimée en 1892 pour faire place à l'extension de la Sorbonne.

## Bâtiments remarquables et lieux de mémoire

### Hôtel Saint-Quentin
La dernière maison de la rue Cordier (no 14 en 1855) était au XVIIIe siècle un modeste hôtel garni exploité sous le nom « Hôtel Saint-Quentin ». Jean-Jacques Rousseau y logea en 1741, lors de son deuxième voyage à Paris, et à nouveau en 1745, après son retour de Venise, quand le départ de son ami Altuna le contraignit de quitter le logement qu'ils avaient partagé rue Saint-Honoré.
« J'arrivai à Paris dans l'automne de 1741, avec quinze louis d'argent comptant » écrira Rousseau sur son premier séjour, et relatera que « (...) sur une adresse que m'avoit donné M. Bordes, j'allais loger à l'hôtel Saint-Quentin, rue des Cordiers, proche la Sorbonne, vilaine rue, vilain hôtel, vilaine chambre, mais où cependant avoient logé des hommes de mérite, tels que Gresset, Bordes, les abbés de Mably, de Condillac, et plusieurs autres dont malheureusement je n'y trouvai plus aucun (...) », ajoutant que grâce à la connaissance qu'il y fit avec un certain Bonnefond, il rencontra Daniël Roguin qui devint son ami et lui fera connaitre Diderot. Il quitta l'hôtel Saint-Quentin pour emménager dans le jeu de paume de la rue Verderet (no 4), afin de se rapprocher de l'hôtel particulier des Dupin-Francueil, rue de la Plâtrière. 
En 1745, Rousseau écrit à Roguin d'être décidé à « s'emprisonner » à l'Hôtel Saint-Quentin pour y finir « un ouvrage » et confiera ultérieurement dans Les Confessions « Je repris le travail de mon opéra, que j'avais interrompu pour aller à Venise, et, pour m'y livrer plus tranquillement, après le départ d'Altuna, je retournai loger à mon ancien hôtel Saint-Quentin, qui, dans un quartier solitaire et peu loin du Luxembourg, m'était plus commode pour travailler à mon aise, que la bruyante rue St.-Honoré. » C'est alors qu'il fit la connaissance de Thérèse Le Vasseur, lingère à l'hôtel Saint-Quentin, sa future maîtresse et épouse.